# Gérontas
Gérontas är en ort i Grekland.   Den ligger i prefekturen Nomós Kaválas och regionen Östra Makedonien och Thrakien, i den nordöstra delen av landet, 300 km norr om huvudstaden Aten. Gérontas ligger 115 meter över havet och antalet invånare är 468.
Terrängen runt Gérontas är kuperad åt nordväst, men åt sydost är den platt. Runt Gérontas är det ganska glesbefolkat, med 47 invånare per kvadratkilometer. Närmaste större samhälle är Chrysoúpolis, 5,0 km sydost om Gérontas. Trakten runt Gérontas består till största delen av jordbruksmark.